# Johana Munzarová
Johana Munzarová (* 1962 in Prag) ist eine tschechisch-deutsche Schauspielerin.

## Leben
Johana Munzarová ist die Tochter des tschechischen Schauspielers Luděk Munzar (1933–2019) und der Schauspielerin und Puppenspielerin Naděžda Munzarová (* 1932). Als Johana zwei Jahre alt war, trennten sich ihre Eltern und der Schauspieler, Kabarettist, Puppenspieler und Autor Ivan Kraus wurde ihr Stiefvater. 1968 emigrierte die Familie aus der Tschechoslowakei. Nach mehreren Stationen mit dem Schwarzen Theater der Velvets in Europa und Amerika kamen sie in den 1970er Jahren nach Wiesbaden, bevor Kraus als Autor und Naděžda Munzarová als Puppenspielerin und Trickfilmanimatorin zum Südwestfunk nach Baden-Baden gingen. Hier trat Johana Munzarová als Kind und Jugendliche in verschiedenen Fernseh- und Rundfunkproduktionen auf. Ihre 1978 aufgezeichnete Sprechrolle des kleinen Prinzen nach Saint-Exupéry dient im gleichnamigen Stück des Velvets Theaters in Wiesbaden seitdem als Audio-Hintergrund des Puppenspiels. 1981 hatte sie unter dem Namen Johana Musil eine größere Nebenrolle in Heidi Genées Spielfilm Stachel im Fleisch. Von 1982 bis 1984 studierte sie Modern Dance und Schauspiel am Instituto Nacional de Bellas Artes in Mexiko-Stadt, bis 1986 lebte und arbeitete sie als Tänzerin und Sängerin in Acapulco. Nach Sprach- und Tourismusstudien in Frankreich und der Schweiz arbeitete sie in den 1990er und frühen 2000er Jahren für eine Reederei. Seit 2012 ist sie wieder vermehrt als Schauspielerin und Sprecherin tätig. 

## Filmografie (Auswahl)
- 1974: Sonntagsgeschichten mit Anna
- 1979: Der eiserne Gustav (Fernsehserie)
- 1981: Stachel im Fleisch
- 1982: Blut und Ehre – Jugend unter Hitler
- 1996: Die Fallers  (Fernsehserie, Folge Der Zaunkönig)
- 2012–2013: Vyprávěj (Fernsehserie)
- 2013: Crossing Lines (Fernsehserie, Folge Radioaktiv)
- 2017: Tatort (Fernsehreihe, Folge Dein Name sei Harbinger)
- 2020: Kryger bleibt Krüger
- 2022: Sayonara Loreley
- 2022: Erzgebirgskrimi
- 2024: Die Werwölfe von Düsterwald
- 2024: Tatort (Folge Lass sie gehen)

## Hörspiele (Auswahl)
- 2013: Radio Tatort (Folge Grüße aus Fukushima)